# Caritas der Diözese Feldkirch
Die Caritas der Diözese Feldkirch, auch Caritas Vorarlberg, ist eine soziale Hilfsorganisation der römisch-katholischen Kirche im österreichischen Bundesland Vorarlberg. Sie ist Teil von Caritas Österreich, aber eine eigenständige Institution und untersteht dem Bischof der Diözese Feldkirch.

## Geschichte
Die Caritas Vorarlberg wurde 1923 von Vertretern aus Armen- und Kindervereinen und der Jugendfürsorge gegründet. Vorläufer waren Vinzenzvereine, die Ende des 19. Jahrhunderts in verschiedenen Vorarlberger Pfarreien gegründet worden waren. Deren Ziel war die persönliche Zuwendung zu Hilfsbedürftigen.
Bei der Gründungsversammlung am 14. März 1924 wurde Josef Gorbach zum ersten Caritasdirektor bestellt.
Die ersten Jahre waren geprägt von der Koordination der einzelnen Gruppierungen. Die Schwerpunkte waren Armenfürsorge und die Vermittlung von Arbeitsplätzen. Durch den Anschluss Österreichs an das Deutsche Reich im Jahr 1938 waren die Arbeiten eingeschränkt. Nach dem 2. Weltkrieg kümmerte sich die Caritas hauptsächlich um die Verteilung von Lebensmitteln und Sachspenden, es wurden auch Wohnbaudarlehen vergeben und die Bahnhofsmission wieder eröffnet. Im Jahr 1956 wurden bei der Flüchtlingswelle aus Ungarn 2000 Menschen unterstützt, 1964 wurde die erste beschützende Werkstätte für behinderte Kinder und Jugendliche eröffnet. Ab den 1970er-Jahren wurde die Altenbetreuung ein Schwerpunkt der Caritas-Arbeit, in den 90er Jahren kamen Beratung für Drogenabhängige, Wohngemeinschaften für AIDS-Kranke und die Hospizarbeit dazu. Seit der Jahrtausendwende sind die Haupttätigkeiten die Unterstützung von Menschen in Notsituationen, Betreuung von Flüchtlingen und Migranten, Hilfe für Arbeitslose, Schwer-Erkrankte und Trauernde. Die Auslandshilfe konzentriert sich auf die Länder Armenien, Äthiopien, Ecuador und Mosambik.

## Organisation

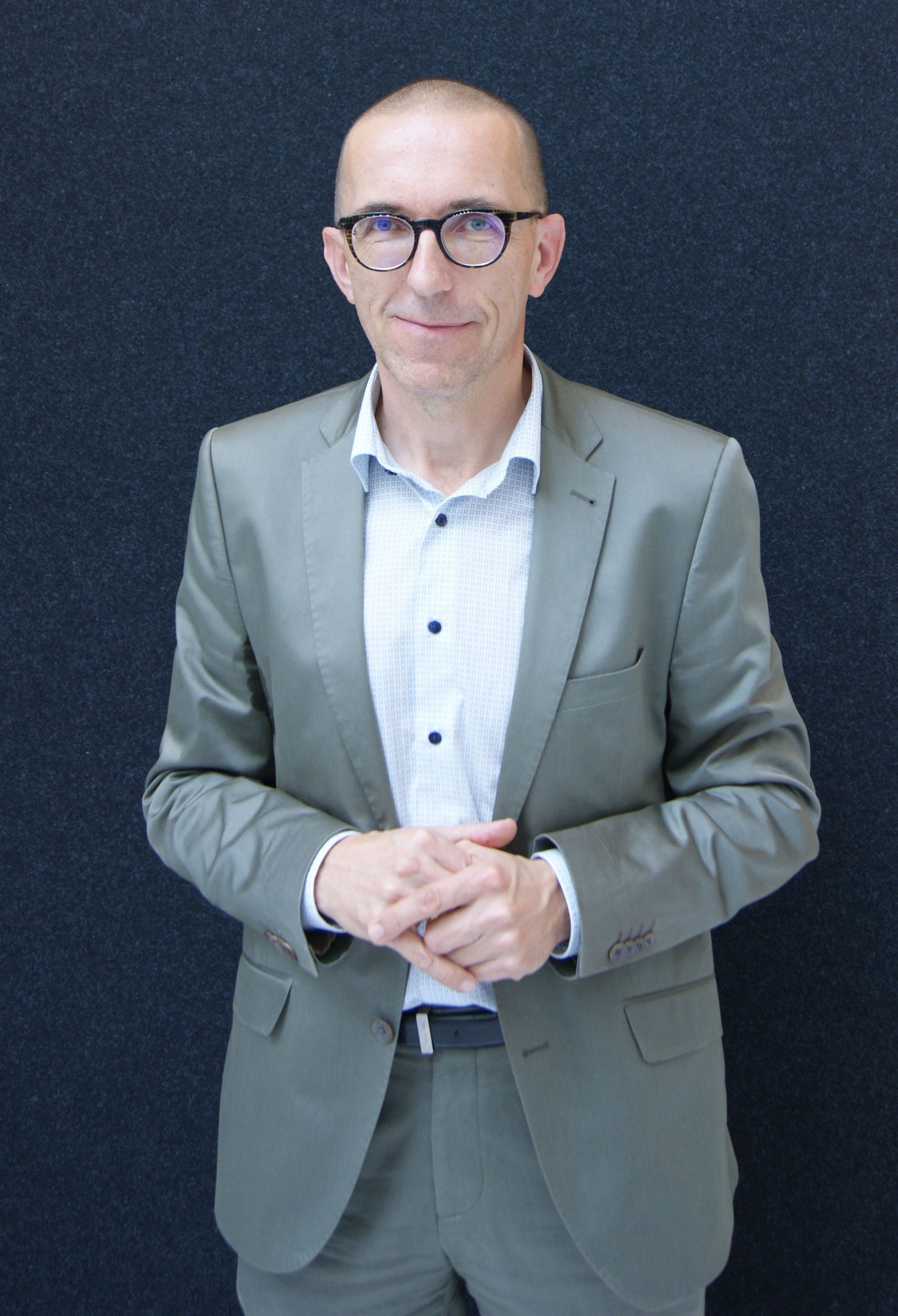
Walter Schmolly (2018)

Direktor der Caritas der Diözese Feldkirch ist Walter Schmolly. Gegliedert ist die Organisation in folgende Fachbereiche:
- Hospiz Vorarlberg
- Flüchtlingshilfe
- Auslandshilfe
- Suchtarbeit
- Arbeit & Qualifizierung
- Sozial-Beratung/-Begleitung
- PfarrCaritas und sozialräumliches Handeln
- Kommunikation
- Personal
- Finanzen & Administration
- Caritasseelsorger

## Aufgaben
Der Kernauftrag der Caritas in Vorarlberg ist Menschen in Notsituationen zu helfen und Menschen zu befähigen, anderen Hilfe zu leisten. Sie bietet Unterstützungsangebote in Form von Beratungen, Soforthilfen und Dienstleistungen für/bei
- Familien in akuten Notsituationen: die Caritas bietet Hilfe bei der Kinderbetreuung, Haushaltsführung, Betreuung und Pflege von erkrankten bzw. betagten Familienmitgliedern, bietet pädagogische und pflegerische Begleitung von Menschen mit körperlichen, geistigen und/oder mehrfachen Behinderungen.[5]
- Wohnungslosigkeit: Beratung und Unterstützung bei drohendem oder akutem Wohnungsverlust, Notschlafstellen.[6]
- Flüchtlinge: Asylsuchende erhalten bei der Flüchtlingshilfe der Caritas der Diözese Feldkirch nicht nur eine Unterkunft in einem Flüchtlingshaus, sondern auch soziale Beratung und Betreuung.[7]
- Suchtproblematik oder Essstörungen: Beratung und Unterstützung werden in den Suchtfachstellen Feldkirch, Bludenz, Bregenz, Bregenzerwald, Dornbirn und Kleinwalsertal angeboten; die Kontaktstellen für Essstörungen bietet Information und Hilfe für Betroffene.[8]
- schweren Erkrankungen und Trauer: Das Hospiz Vorarlberg berät, begleitet und betreut Betroffene und ihre Angehörigen bei schwerer Erkrankung und Trauer. Menschen mit schwerer, nicht heilbarer Krankheit werden im „Hospiz am See“[9] oder durch ein mobiles Palliativteam betreut.[10]
- Qualifikation für langzeitarbeitslose Menschen und Integration am Arbeitsmarkt: „carla Soziale Unternehmen“ bietet Menschen auf Jobsuche einen befristeten Arbeitsplatz und Unterstützung für die Reintegration am Arbeitsmarkt, „Startbahn“ richtet sich an arbeitslose Jugendliche und „start2work“ an bleibeberechtigte Flüchtlinge.[11][12]
- Menschen mit Beeinträchtigungen auf den Weg in Richtung Inklusion: Die Caritas der Diözese Feldkirch unterstützt Menschen mit Beeinträchtigungen auf Ihrem Weg, ihr Leben selbst in die Hand nehmen zu können – beim Wohnen, Arbeiten und in der Freizeit.[13][14]
- Unterstützung von Mitmenschen im Ausland bei der Schaffung von wichtigen Lebensgrundlagen (Hunger, Bildung, Gesundheit): Hilfe zur Selbsthilfe ermöglichen in den Schwerpunktländern der Caritas Vorarlberg Armenien, Äthiopien, Ecuador und Mosambik.[15]
- In Katastrophensituationen (Hochwasser, Flüchtlingsdrama, Hunger etc.) arbeitet die Caritas der Diözese Feldkirch mit der Caritas Österreich und dem internationalen Netzwerk der Caritas der Caritas Internationalis zusammen.

## Finanzen
Die Einnahmen von EUR 60.055.053 (2022) bestehen hauptsächlich aus Entgelten für Dienstleistungen durch die öffentliche Hand (38,7' = rund 64,4 %), wobei einige Projekte bisz zu 95 % von staatlicher Seite finanziert werden. Spendeneinnahmen 2022: 9.494.049 (= rund 15,8 %). Der Vorarlberger Landesrechnungshof rechnet aufgrund der besonderen Situation der Caritas in Vorarlberg als auch im Hinblick auf andere weniger von der öffentlichen Hand begünstigten Hilfsorganisationen, Spenden zu Förderungen aus öffentlichen Mitteln an die Caritas hinzu und kommt zu rund 75 % Finanzierung aus öffentlichen Mitteln. Von den Ausgaben sind rund 3,9 % für die Administration und unter 1 % für die Spendenbeschaffung (Stand 2022).
Nach den Angaben des Bundesministeriums für Finanzen sind Spenden an die Caritas der Diözese Feldkirch steuerlich als Sonderausgaben absetzbar.